# Oxylobium ellipticum
Oxylobium ellipticum là một loài thực vật có hoa trong họ Đậu. Loài này được (Vent.) R.Br. miêu tả khoa học đầu tiên.